# 에너지

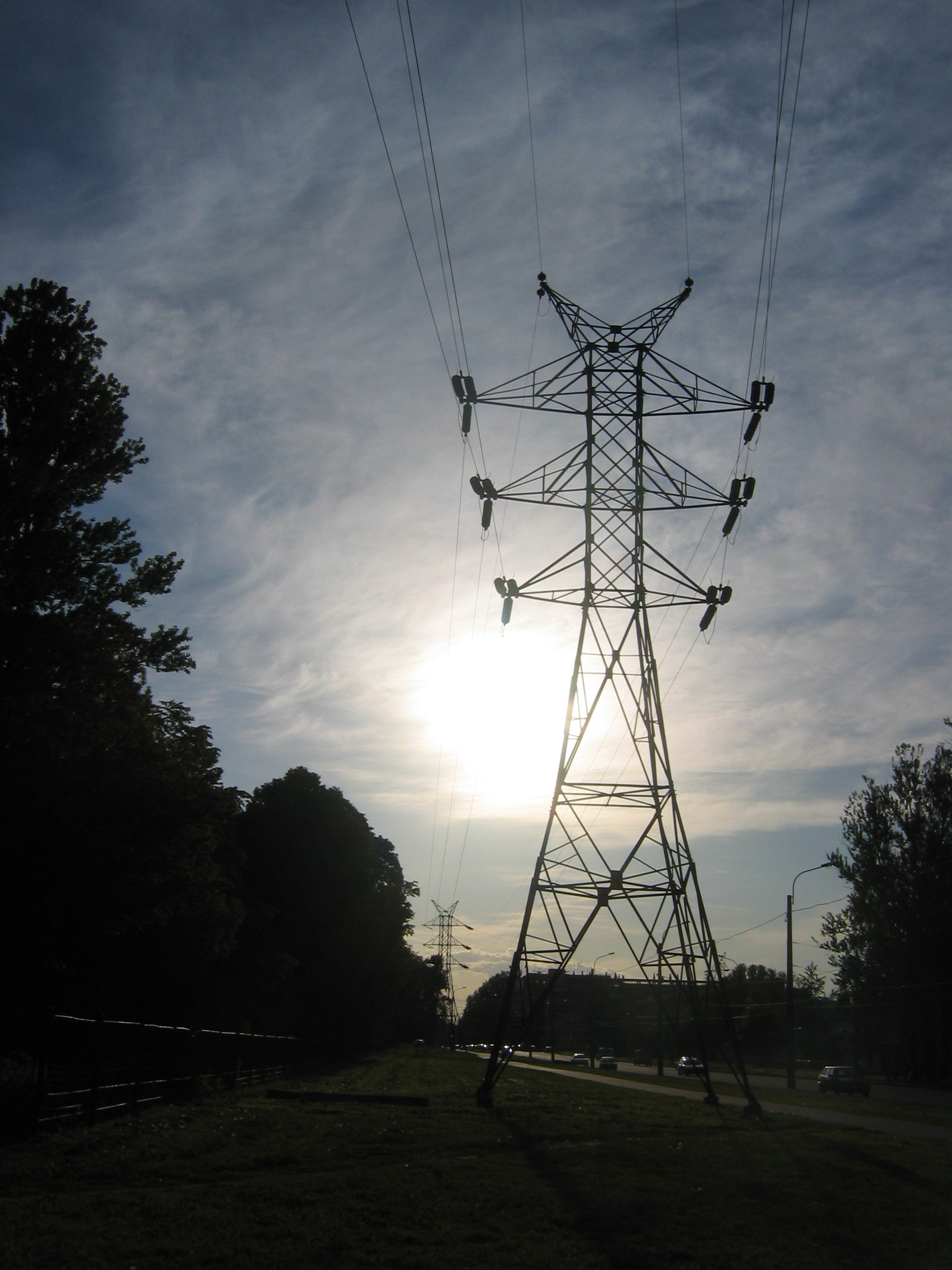

에너지(영어: energy, 문화어: 에네르기, 독일어: energie)는 물리학에서 일을 할 수 있는 능력을 뜻한다. 이에 크게 벗어나지 않게, 일반적으로 '석유 에너지', '원자력 에너지'와 같이 '에너지원'이라는 뜻으로도 쓰인다.

## 단위
에너지의 SI 단위는 일과 마찬가지로 줄이며 1줄(1J)은 1N의 힘으로 물체를 1m 움직일 수 있는 에너지에 해당한다.
{\displaystyle 1\ \mathrm {J} =\mathrm {kg} \left({\frac {\mathrm {m} }{\mathrm {s} }}\right)^{2}={\frac {\mathrm {kg} \cdot \mathrm {m} ^{2}}{\mathrm {s} ^{2}}}}
이 외의 단위로는 칼로리가 있다. 1칼로리(cal)는 물 1g의 온도를 14.5°C에서 15.5°C까지 올리는 데 들어가는 에너지로 정의된다.
또 다른 단위로는 영국 열 단위(Btu)가 있다. 1Btu는 물 1파운드의 온도를 63°F에서 64°F로 올리는 데 들어가는 에너지로 정의된다.

## 종류
일-에너지 등가 원리에 의해 1J은 1N의 힘으로 물체를 1m 움직이는 동안에 하는 일과 그 일로 환산할 수 있는 양에 해당한다.
{\displaystyle E=\int F\cdot dl}
에너지 (E)는 힘을 물체를 움직인 거리에 대해 적분한 값과 같다.

### 운동 에너지
운동 에너지란 운동하는 물체가 가진 에너지이다. 이는 정지 상태의 물체를 해당 속도로 움직이도록 하는 데 들어가는 일의 양과 같다.
{\displaystyle E=\int Fdl=\int madl={\frac {1}{2}}mv^{2}}
일-운동에너지 정리에 의하면 물체가 받은 일의 양은 물체의 운동에너지 변화량과 같다.

### 위치 에너지
위치 에너지(Potential energy)는 물체가 어떤 위치에 있음으로서 가지는 잠재적인 에너지이다. 위치 에너지는 중력에 의한 위치 에너지, 탄성에 의한 위치 에너지, 전기력에 의한 위치 에너지 등이 있다.

### 열에너지
열에너지도 에너지의 한 종류이다. 열은 한 계에서 온도가 더 낮은 다른 계로 전달되는 에너지의 한 형태이다. 특히 어떤 물체가 가지는 열역학적 상태에 의한 에너지를 내부 에너지라 한다.

### 전기 에너지
전기적 위치 에너지는 전하량과 전위의 곱으로 나타낸다.
{\displaystyle U=qV}
축전기에 저장된 전기 위치 에너지는 전압의 제곱에 비례하고 유전율에 비례한다.
{\displaystyle U={\frac {1}{2}}CV^{2}}

### 화학 에너지
화학 결합에 의해 물질 속에 저장되어 있는 에너지이다.

### 소리 에너지
공기와 같은 물질의 진동에 의해 전달되는 에너지이다. 진공, 기체, 액체, 고체 순으로 소리의 속력이 빨라지며 진공 상태에서는 소리가 없어진다.

### 핵에너지
원자핵이 분열하거나 서로 융합할 때 발생하는 에너지이다. 일반적으로 핵발전에 쓰이는 원소는 우라늄과 플루토늄이 있다. 일례로 태양은 핵융합을 하며 핵 에너지, 빛 에너지, 열 에너지를 발생시킨다.

### 빛에너지
빛이 가지고 있는 에너지이다. 고체, 액체, 기체, 진공 순으로 빛의 속력이 빨라진다. 또 매질이 없어도 된다.

## 에너지의 전환과 보존
모든 상호작용에서 에너지는 보존된다. 가령, 당구공이 부딪히면 운동 에너지와 소리 에너지 등으로 바뀌지만 이들의 총합은 일정하다. 에너지 보존 법칙은 모든 상호작용을 다 고려한 것이 시간이 지남에 따라 변화하지 않는 것으로 이해할 수 있다. 이러한 상호작용은 해밀토니안 연산자로 나타나며, 상호작용의 시간흐름에 대한 변환으로 나타낼 수 있다.

## 같이 보기
- 태양 에너지
- 재생가능 에너지
- 에너지 절약
- 내부 에너지
- 엔트로피
- 활성화 에너지
- 열역학
- 힘 (물리학)
- 일 (물리학)
- 일률
- 지정학
  - 에너지 지정학(energy geopolitics)